# Ceratiscada hymen
Ceratiscada hymen är en fjärilsart som beskrevs av Richard Haensch 1905. Ceratiscada hymen ingår i släktet Ceratiscada och familjen praktfjärilar. Inga underarter finns listade i Catalogue of Life.